# Riksdagen 1734
Riksdagen 1734 ägde rum i Stockholm. Ständerna sammanträdde den 14 maj 1734. Lantmarskalk var Charles Emil Lewenhaupt den äldre. Prästeståndets talman var ärkebiskop Johannes Steuchius. Borgarståndets talman var Peter Aulævill och bondestådets talman Lars Andersson. Riksdagen avslutades den 17 december 1734.

## Överläggningar och beslut

### 1734 års allmänna lag
På riksdagen antogs 1734 års lag, som ligger till grund för den nu gällande lagstiftningen i Sverige.
Den grundläggande frågan om varför samhället straffar fick stort utrymme vid ständernas överläggningar om lagen. Den allmänt gängse åsikten överensstämde med den mosaiska lagens bud: "Öga för öga, tand för tand." Straffet skulle vara en vedergällning och drabba förbrytaren med samma lidande som han tillfogat en annan. Ständerna hade så stark respekt för den mosaiska lagen man därifrån insatte det stränga budet om dödsstraff för den som "bannar sin fader eller sin moder". Dock insattes vid sidan av dödsstraffet det lindrigare straffet av en månads fängelse vid vatten och bröd eller spöslitning. Det blev i själva verket detta straff som tillämpades för brottet.
En annan mening om straffets uppgift som yttrades bland ständerna var att straffet inte bara är för den brottsliges skull utan också en varning för andra. Ur den synpunkten yrkades på bibehållande av gatlopp, därför att så många måste närvara vid denna sorts bestraffning. Men detta straff blev nu avskaffat på yrkande av bönderna, som ansåg att det utgjorde ett stort besvär, i synnerhet under sånings- och skördetider. Straffet framhölls också som föga hedersamt för dem som fick verkställa det. I fråga om straff för stöld segrade den strängaste åsikten. Detta brott skulle fjärde gången det begicks ge dödsstraff, hur litet det stulnas värde än var. Likaledes stadgades dödsstraff för den som uppsåtligen smädade Gud, hans ord eller sakramenten. Den som avföll till någon villolära dömdes till landsflykt.
En tredje och humanare uppfattning om straffets ändamål gick ut på att straff bör vara till förbättring och inte till fördärv. De som hyste denna åsikt yrkade på mildare straff under framhållande av att grymma åtgärder kunde göra mer skada än gagn. De höga bötesbeloppen sänktes betydligt, trots borgerskapets protest mot "det billiga priset på örfilar".